# Sonam Wangfel Laden
Sonam Wangfel Laden  (tibétain : བསོད་ནམས་དབང་འཕེལ་ལེགས་ལྡན་, Wylie : bsod nams dbang 'phel legs Idan) aussi appelé Laden La (tibétain : ལེགས་ལྡན་ལགས་, Wylie : legs Idan lags, 1876-1936) est un policier indien d'origine tibétaine. 

## Biographie
Sonam Wangfel Laden est né dans une famille tibétaine établie de longue date dans le district de Darjeeling. Il reçut l'éducation des Jésuites dans la région, parlait l'anglais couramment ainsi que plusieurs langues et dialectes locaux. 
Entre 1894 et 1898, il participa à la rédaction d'un dictionnaire sanskrit-tibétain avec Sarat Chandra Das et suivit les enseignements de Lama Sherab Gyatso du monastère de Ghoom. 
Il rejoignit la police de Darjeeling en 1899 et devint rapidement chef de service.
Il participa à une mission de liaison dans l'état-major de l’expédition militaire britannique au Tibet de 1903-1904.
Il accompagna le 9e panchen-lama lors de son voyage de pèlerinage en Inde (en). 
Il œuvra pour favoriser de bonnes relations entre le Tibet et l'Inde britannique. 
Quand le 13e dalaï-lama s'enfuit devant l'invasion chinoise en 1910, il organisa sa rencontre avec lord Minto, le vice-roi des Indes et son séjour à Darjeeling.
En 1912, dans les suites de la défaite des Chinois au Tibet, le vice-roi des Indes (Charles Hardinge) l'envoya négocier un cessez-le-feu et différents accords. 
Le 15 avril 1912, il accueillit Alexandra David-Néel qui souhaitait rencontrer le 13e dalaï-lama.
En 1913, il accompagna le premier groupe de garçons tibétains partis étudier en Angleterre à Rugby et visita à cette occasion plusieurs pays d'Europe. 
Durant la Première Guerre mondiale, il participa au recrutement de soldats et à la collecte de fonds.
En 1921, il accompagna Charles Bell, à sa demande, à Lhassa, lors d'une mission ayant pour but d'améliorer les relations anglo-tibétaines. 
En 1923, le 13e dalaï-lama l'invita en tant que surintendant de la police de Darjeeling à refonder à Lhassa un service de police civile, en raison de son déclin après l'occupation chinoise de Lhassa. Il fut assisté par l'ingénieur minier formé à Rugby Mondrong Khenrab Kunzag, nommé surintendant. 
En 1929, il fut sollicité comme médiateur à la suite d'une dégradation des relations tibéto-népalaises. 
Il prit sa retraite en 1931, ayant reçu nombre de distinctions tibétaines et britanniques, dont l'ordre du Lion d'or et Commandeur de l'ordre de l'Empire britannique. Il s'impliqua alors dans des œuvres philanthropiques et bouddhistes, collabora à la traduction de la vie de Padmasambhava pour  Le Livre tibétain de la Grande Libération, édité par Walter Evans-Wentz.